# Medardo Carreño y Suárez
Medardo Carreño (y) Suárez (Oviedo, 11 de noviembre de 1873 - Oviedo, 14 de marzo de 1948) fue un organista, compositor y maestro de capilla español.

## Vida
Nació en Oviedo (Asturias) el 11 de noviembre de 1873, en casa de una familia humilde, formada por José Carreño y Matilde Suárez. Se formó musicalmente en la Catedral de Oviedo, como infante del coro. Para ello ingresó en 1881 en el Colegio de San José del arzobispado ovetense. Allí estudió la carrera eclesiástica, ordenándose presbítero en 1896.
En 1896 fue nombrado organista de la iglesia parroquial de Candás, comenzando a la vez su trabajo como sacerdote. En esta época comenzó a componer música y a escribir para diferentes periódicos con los seudónimos Mister Pecé, Fabio y Emecé. A partir de 1898 colaboró con El Carbayón con artículos sobre critica musical. Un año más tarde envió sus composiciones a la Exposición Regional de Gijón, de la que recibió un diploma de cooperación.
En Oviedo, en noviembre de 1903 el maestro de capilla José María Moreno Arpón había dejado el cargo para pasar a encargarse de la primera organistía, un cargo con menos responsabilidades. El obispo se interesó por cubrir la vacante y en diciembre de ese mismo año se publicaron los edictos para la realización de unas oposiciones. Se presentaron dos candidatos, además de Carreño; Ángel Larroca y Rech, presbítero de la diócesis de Calatayud; y Rosendo Virgilio Bermúdez, organista segundo de la Catedral de León. Ganaría Carreño, que tomó posesión del beneficio el 10 de marzo de 1904. Los ejercicios de la oposición, de los que el primero y último fueron ante el público, fueron los siguientes:

1º. Composición de un Himno con letra en castellano, a cuatro voces y órgano obligado, con 24 horas de preparación (Encierro en el Seminario).
2º. Composición de un Himno con letra latina a cuatro voces, orquesta y órgano obligado: última estrofa sobre tema de canto llano, y Amen fugado, sesenta horas de preparación y encierro.
3º. Armonizar un bajete a tres voces, con término de cuatro horas y encierro.
4º. Ejercicio de canto de órgano, y ejercicio oral sobre la notación de las figuras.

En Oviedo continuó componiendo y colaborando con algunos periódicos. En 1907 participó en el Congreso de Música Sagrada de Valladolid, en la que presentó una memoria. En la capilla pronto solicitó aumentar el número de infantes del coro.

Finalmente se leyó una solicitud del Maestro de Capilla diciendo que es necesario reforzar la Capilla con dos niños de coro más, porque el niño Fernando se va acercando a la edad en que se verifica el cambio de voz, y los otros dos niños no podrán soportar todo el peso del canto en las actuales circunstancias, en las que para ejecutar obras musicales de género polifónico según los deseos y mandatos de S.S. Pío X, los tiples desempeñan un papel principalísimo, y se acordó que el Maestro exponga con claridad su juicio acerca de si los dos niños pequeños de coro tienen, o no, la voz que se requiere, y si pueden desempeñar como deben el papel de tiples, informando detalladamente sobre estos puntos, y demás que estime necesario y conveniente.

En 1906 ingresó en el monasterio benedictino de Samos en . Entre tanto el bajo Manuel Velázquez Llanos supliría al maestro, que en 1911 renunció definitivamente al cargo. Allí permanecería 21 años como monje, pasando de San Julián de Samos, a San Vicente del Pino de Monforte (Lugo) y más tarde a Los Cabos de Pravia (Asturias). En 1929 se realizó su exclaustración por motivos de salud.
Durante estos año estuvo muy activo. Presidió tribunales de oposiciones de organistas y maestros de capilla en Lugo, Orense y Mondoñedo. También formó parte del jurado del Certamen de Orfeones realizado en Orense en 1926. Realizó cursillos, como el de canto gregoriano organizado en el Seminario de Plasencia, en 1911.
Tras dejar la vida de benedictino, regresó a Candás como organista donde permaneció por lo menos hasta 1935. En julio de 1945 fue nombado director de la enseñanza musical de la Basílica de Covadonga. Fallecería en Oviedo, el 14 de marzo de 1948.

## Obra
No fue un autor o compositor especialmente prolífico. En 1912 publicó una serie de artículos sobre la belleza del canto gregoriano en La Voz de la Verdad de Lugo. En 1921 publicó una serie de crónicas sobre compositores asturianos de cantos regionales.
De entre sus composiciones destacan las dedicadas a instituciones, como los himnos al Liceo asturiano y su bandera. También compuso música en honor a las Marías de los sagrarios, a San Francisco, a los franciscanos de Lugo y Santiago de Compostela. Sus plegarias siguen cantándose en las fiestas del Santo Cristo de Candás. Además destacan un Cristo Rey enclavado en la Cruz, un Salve marinera y una adaptación o arreglo de El molinero de Subiza de Cristóbal Oudrid.